# Khu bảo tồn biển Vịnh Nha Trang
Khu bảo tồn biển Vịnh Nha Trang là một khu bảo tồn sinh vật biển tại Nha Trang, Khánh Hòa. Khu bảo tồn biển này gồm các đảo nằm trong Vịnh Nha Trang như: Hòn Tre, Hòn Miễu, Hòn Tằm, Hòn Một, Hòn Mun, Hòn Cau, Hòn Vung, Hòn Rơm và Hòn Ngọc. Khu vực bảo tồn này có diện tích khoảng 160 km² bao gồm 38 km² mặt đất và 122 km² mặt nước biển.

## Lịch sử hình thành
Khu bảo tồn Hòn Mun ra đời năm 2001 với sự phối hợp của Bộ Thủy sản, UBND tỉnh Khánh Hòa và Tổ chức Bảo tồn Thiên nhiên thế giới phối hợp thực hiện.

## Hệ sinh thái
Hệ sinh biển ở đây khá phong phú, đặc biệt ở đây có 340 trên tổng số 800 loài san hô cứng trên thế giới.
Trong những hang động đá đen của Hòn Mun hàng năm có chim yến về làm tổ. Do địa thế của đảo rất gần với dòng hải lưu nóng từ phía xích đạo đưa tới nên thích hợp với điều kiện phát triển của san hô và nhiều loại sinh vật biển nhiệt đới cũng về đây quần tụ, đáy biển vùng Hòn Mun là một tập hợp quần thể sinh vật biển phong phú, đa dạng, là nơi quan sát, nghiên cứu rất lý thú, bổ ích cho các nhà nghiên cứu sinh vật biển, hải dương học và du khách muốn tìm hiểu về biển. Đến Hòn Mun, du khách có thể lặn biển hoặc đi tàu đáy kính để ngắm nhìn các rạn san hô nhiều màu sắc với nhiều loài sinh vật biển khác nhau.

## Công tác bảo tồn
Theo mục đích thành lập đã được ghi trong dự án thì khu bảo tồn này nhằm Bảo tồn một mô hình điển hình về đa dạng sinh học biển có tầm quan trọng quốc tế và đang bị đe dọa và đạt được mục tiêu giúp các cộng đồng dân cư tại các đảo nâng cao đời sống và cộng tác với các bên liên quan khác để bảo vệ và quản lý có hiệu quả đa dạng sinh học biển Hòn Mun, tạo nên một mô hình hợp tác quản lý cho các khu bảo tồn biển của Việt Nam.